# Fu Gan
Fu Gan est un conseiller militaire de Cao Cao. En l’an 187, il conseilla à son père d’abandonner le district de Hanyang aux mains des rebelles, mais son père préféra rester loyal aux Han et mourut au combat. 
Plusieurs années plus tard, il devint Grand Administrateur de Fufeng et en l’an 202, il convainquit Ma Teng de se battre aux côtés de Cao Cao dans sa lutte contre la famille Yuan. Il servit ensuite Cao Cao en tant que Conseiller Militaire et en l’an 215, il soumit une pétition dans laquelle il pressa Cao Cao de renoncer à attaquer Sun Quan et de plutôt concentrer ses efforts à renforcer le gouvernement civil. Cao Cao accepta la critique de Fu Gan, annula son expédition contre le Sud et ouvrit des écoles où il accueillit des lettrés.